# Amtsgericht Werneck
Das Amtsgericht Werneck war ein von 1879 bis 1933 bestehendes bayerisches Gericht der ordentlichen Gerichtsbarkeit mit Sitz im unterfränkischen Werneck.

## Geschichte
Mit Einführung des Gerichtsverfassungsgesetzes am 1. Oktober 1879 wurde in Werneck ein Amtsgericht errichtet, dessen Sprengel aus dem vorherigen Landgerichtsbezirk Werneck gebildet wurde und folglich die Orte Bergrheinfeld, Brebersdorf, Eckartshausen, Egenhausen, Eßleben, Ettleben, Euerbach, Garstadt, Geldersheim, Hergolshausen, Kronungen, Kützberg, Niederwerrn, Obbach, Oberwerrn, Rundelshausen, Schleerieth, Schnackenwerth, Schraudenbach, Schwanfeld, Sömmersdorf, Stettbach, Theilheim, Vasbühl, Waigolshausen, Werneck, Wipfeld und Zeuzleben umfasste. Übergeordnete Instanzen waren das Landgericht Schweinfurt und das Oberlandesgericht Bamberg.
Am 1. Mai 1881 wurden die damaligen Gemeinden Euerbach, Niederwerrn, Oberwerrn und Kronungen an den Bezirk des Amtsgerichtes Schweinfurt abgegeben. Am 1. Juli desselben Jahres geschah dies auch mit den damaligen Gemeinden Kützberg und Obbach.
Mit Wirkung vom 1. Januar 1933 wurde im Zuge der Vereinfachung der Staatsverwaltung das Amtsgericht Werneck aufgehoben und dessen Bezirk dem Amtsgericht Schweinfurt zugeteilt.

## Amtsgerichtsgebäude
Das Gebäude des ehemaligen Amtsgerichtes, 1774 von Amtskeller Josef Valentin Vay privat errichtet und 1798 in Staatsbesitz gelangt, wurde 1969 abgerissen.